# ویجیو
ویجیو (به ایتالیایی: Viggiù) یک کومونه در ایتالیا است که در استان وارزه واقع شده‌است.

## خصوصیات
ویجیو ۹٫۳ کیلومترمربع مساحت و ۵٬۱۴۸ نفر جمعیت دارد و ۵۰۶ متر بالاتر از سطح دریا واقع شده‌است.

## خواهرخوانده
شهر San Fratello خواهرخواندهٔ ویجیو هست.